# SABMiller
SABMiller (South African Breweries - Miller) fue una corporación británico-sudafricana surgida, en 2005, con la fusión de las corporaciones South African Breweries y Miller Brewing en 2002. En su momento llegó a ser la segunda cervecera por volumen en el mundo, solo detrás de InBev. Esta última compró a SABMiller en 2016 por un monto de 93,852 millones de euros.
La compañía dominó los mercados de África, Norteamérica, Europa  Oriental y Sudamérica. Sin embargo, la sede de la empresa estaba ubicada en Londres, Inglaterra.
El 19 de julio de 2005, SABMiller se fusionó con Bavaria S.A., la mayor cervecera de Colombia y la décima del mundo (Bavaria era también accionista mayoritario de Unión de Cervecerías Peruanas Backus y Johnston) y la segunda de Sudamérica. También adquirió parte de Industrias La Constancia de El Salvador, y de la Cervercería Hondureña en Honduras.
En febrero de 2008 aumentó su participación en la cervecera neerlandesa Royal Grolsch N.V. del 14,76% al 94,65%, haciéndose con el control absoluto. La cantidad desembolsada fueron unos 816 millones de euros.
La empresa fue propietaria del 100% de la polaca Kompania Piwowarska cuando comprara en mayo de 2009 la adquisición del restante 28,1% con 1100 millones de dólares. Sin embargo, a partir de 2016 Kompania Piwowarska fue vendida a Asahi Breweries.
En noviembre de 2010, SABMiller compra el 100% de la firma CASA (Cervecería Argentina Sociedad Anónima) Isenbeck en 43 millones de dólares, por la cual SABMiller se hizo cargo de la producción y distribución de la marca Warsteiner e Isenbeck para el mercado argentino. En junio de 2012 Miller Genuine Draft es lanzada en el mercado argentino.
El 11 de octubre de 2016, AB Inbev asumió el control de SABMiller, convirtiéndose esta última en una división comercial de AB InBev.

## Propiedad
Si bien SABMiller tenía una buena cantidad de accionistas menores, los principales eran dos: El estadounidense Grupo Altria, antiguo dueño de Miller Brewing, quien tenía la mayoría accionista, y  la familia colombiana Santo Domingo, en cabeza de Alejandro Santo Domingo, quien reemplazó a su padre Julio Mario Santo Domingo al fallecer este, los cuales tenían el segundo paquete mayoritario de acciones por medio de su conglomerado empresarial Grupo Valorem.

## Marcas
Las principales marcas de la empresa son:
- Castle Lager
- Carling Black Label
- Lech
- Snow
- Miller Genuine Draft
- Miller High Life
- Miller Lite
- Pilsner Urquell
- Ursus
- Peroni Nastro Azzurro
- Cerveza Atlas
- Cerveza Balboa
- Tyskie
- Grolsch Premium Lager

En Argentina:
- Cerveza Isenbeck
- Cerveza Isenbeck Dark
- Cerveza Warsteiner
- Miller Genuine Draft

En Bolivia:
- Cerveza Cordillera
- Cerveza Miller MGD

En Brasil:
- Miller Genuine Draft

En Chile:
- Miller Genuine Draft
- Miller Lite

En Colombia:
- Cerveza Águila
- Cerveza Águila Light
- Cerveza Águila Cero
- Cerveza Club Colombia Dorada
- Cerveza Club Colombia Roja
- Cerveza Club Colombia Negra
- Cerveza Póker
- Cerveza Póker Ligera
- Cerveza Pilsen
- Cerveza Costeña
- Cerveza Costeñita
- Cerveza Miller Lite
- cerveza Miller Genuine Draft
- Cerveza Redd's
- Cerveza Peroni
- Cerveza Grolsch
- Refajo Cola & Pola (bebida de gaseosa cola champán y cerveza)
- Refajo Cola & Pola Roja
- Pony Malta
- Malta Leona
- Agua Brisa

En Ecuador:
- Cerveza Pilsener
- Cerveza Club
- Miller Genuine Draft
- Miller Lite
- Agua Manantial

En El Salvador:
- Cerveza Pilsener
- Cerveza Golden
- Cerveza Suprema
- Cerveza Regia
- Xing Shandy
- Miller Genuine Draft
- Miller Lite

En España:
- Miller Genuine Draft
- Cerveza Dorada
- Cerveza Tropical

En Honduras:
- Cerveza Port Royal
- Cerveza Salva Vida
- Cerveza Imperial
- Cerveza Barena

En Perú:
- Cerveza Cusqueña
- Cerveza Pilsen Callao
- Cerveza Cristal (Perú)
- Cerveza San Juan
- Cerveza Pilsen Trujillo
- Cerveza Arequipeña
- Cerveza Pilsen Polar
- Cerveza Peroni
- Cerveza Miller MGD
- Cerveza Barena
- Quara
- Maltin Power
- Guaraná Backus
- Agua San Mateo
- Viva Backus
- Agua Cristalina

En Panamá:
- Cerveza Atlas
- Atlas Golden Light
- Cerveza Balboa
- Balboa ICE
- Cerveza 507 Red Lager
- Miller Genuine Draft
- Miller Lite
- Malta Vigor
- Alfa de Malta Vigor
- Agua Brisa